# Pays de Hanau
Pour les articles homonymes, voir Hanau (homonymie).
Le pays de Hanau est une subdivision géographique de la plaine d'Alsace située en partie dans le parc naturel régional des Vosges du Nord, à une quarantaine de kilomètres au nord-ouest de Strasbourg en France. Il doit son nom à une ancienne entité territoriale féodale; le comté de Hanau-Lichtenberg. Ce petit territoire compte trois bourgs de plus de 2 500 habitants : Bouxwiller, Ingwiller et Pfaffenhoffen (commune déléguée de Val-de-Moder depuis 2016).

## Géographie
C'est un ensemble accidenté dont la dénivellation ne dépasse pas 330 mètres.
Le pays de Hanau recouvre une partie du territoire situé entre le Kochersberg au sud et Haguenau au nord. C'est un lieu de passage qui essaie de retenir des activités industrielles. Mais le territoire a une vocation essentiellement agricole.

### Origines
Bouxwiller fut du XIIIe siècle à la Révolution française le siège du gouvernement de la seigneurie de Lichtenberg. À ce titre, la ville accueillait en son sein un château seigneurial aujourd'hui disparu, mais aussi des bâtiments administratifs toujours existants comme la Chancellerie, la Chambre des comptes et la Halle aux blés. Entre 1480 et 1736, cette seigneurie connait ses plus riches heures. Durant ces 256 années, elle est aux mains des comtes de Hanau. Cette famille de hobereaux allemands est originaire de Hesse et tire son nom de la ville de Hanau. À leur apogée, les comtes de Hanau-Lichtenberg possèdent une quinzaine de bailliages qui regroupent quelque 150 localités situées essentiellement en Alsace, au nord de l'actuel département du Bas-Rhin ; mais aussi à l'est du département de la Moselle, en Hesse autour de la ville de Babenhausen et en face de Strasbourg, côté allemand, au pays de Bade. Cette seigneurie se faisait appeler en langue alsacienne le Hanauerlandel expression tirée du nom des comtes de Hanau. En 2010, ce terme de Hanauerlandel est utilisé dans sa traduction française de pays de Hanau pour désigner une aire géographique du Bas-Rhin beaucoup plus restreinte que la seigneurie d'origine.

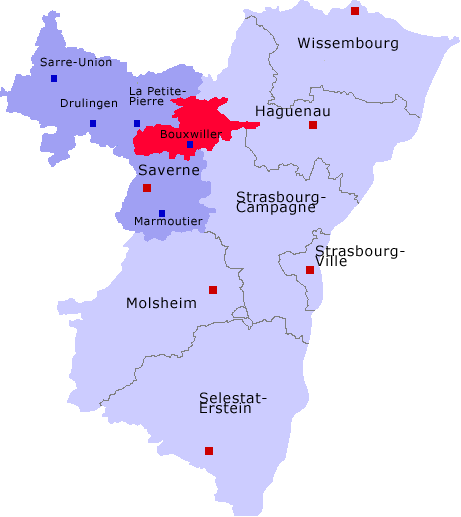
Situation du canton de Bouxwiller (en rouge) dans le département du Bas-Rhin

### Une aire géographique floue
Depuis la Révolution française le comté de Hanau-Lichtenberg n'existe plus en tant qu'entité féodale.
En 1953, pour le géographe alsacien Étienne Juillard, le pays de Hanau est l'ensemble des collines sous-vosgiennes situées en gros entre Dettwiller au sud et Wœrth au nord, en passant par Bouxwiller, et Pfaffenhoffen mais en excluant Ingwiller.
Avant lui, R. Niderst faisait correspondre en 1930 le pays de Hanau au territoire du canton de Bouxwiller peuplé majoritairement par des luthériens. En 2007, cette aire de 166 km2 regroupe un peu plus de 19 400 habitants vivant dans dix-neuf communes dont les plus notables sont Bouxwiller, Ingwiller et Pfaffenhoffen.
D'un point de vue culturel et religieux, cette dernière acceptation est cependant par trop restreinte. Le cœur de la seigneurie de Lichtenberg fut constitué au moins depuis le XIIIe siècle. Il faut entendre par là, les villages possédés par les sires de Lichtenberg et regroupés par eux dans les bailliages de Bouxwiller, d'Ingwiller et de Pfaffenhoffen. La zone recouverte par ces trois anciennes divisions administratives correspond, à peu de chose près, à l'actuel canton de Bouxwiller mais avec pour prolongement au sud-est de la moitié nord du canton de Hochfelden. Quinze villages de ce dernier canton ont en effet jadis appartenu aux Lichtenberg. Il s'agit des communes à majorité luthérienne quant à leur confession religieuse à savoir Alteckendorf, Duntzenheim, Geiswiller, Hohfrankenheim, Ingenheim, Issenhausen, Melsheim, Mittelhausen,Ringendorf, Schwindratzheim, Waltenheim-sur-Zorn, Wickersheim-Wilshausen et Zœbersdorf. Certaines de ces communes ont fait partie du canton de Bouxwiller de 1790 à 1801, à savoir Issenhausen, Zœbersdorf, Geiswiller et Ringendorf. Cette dernière localité est d'ailleurs membre de la communauté de communes du pays de Hanau.

### La communauté de communes du pays de Hanau
La seule entité administrative française officiellement baptisée du nom de pays de Hanau est la communauté de communes du pays de Hanau. Elle est moins vaste que le canton de Bouxwiller, Pfaffenhoffen et sa banlieue n'y participant pas. Ce regroupement compte 19 communes (ou 23 localités).

## Mobilités
La communauté de communes de Hanau-La Petite Pierre est devenue Autorité organisatrice de la mobilité (AOM).

## Histoire
Ce territoire est peuplé depuis l'époque gallo-romaine. Il s'agissait d'une colonisation agricole par de grands propriétaires. Cette forme d'occupation du sol très lâche se poursuit à l'époque franque. Des moines s'installent également dans cette région au Moyen Âge. Au XIIIe siècle, un comte de Lichtenberg crée une seigneurie très florissante.
Le pays de Hanau est, comme tout l'ensemble germanique, victime de lourdes pertes durant la guerre de Trente Ans. De nombreux villages sont détruits et ne se relèveront jamais de leur ruine. Pour repeupler le pays désert, les comtes appelèrent des colons suisses ou allemands, protestants comme eux. Le roi de Prusse, de son côté, installa des Picards dans les anciens villages impériaux. L'activité du pouvoir politique stimule la conscience confessionnelle.

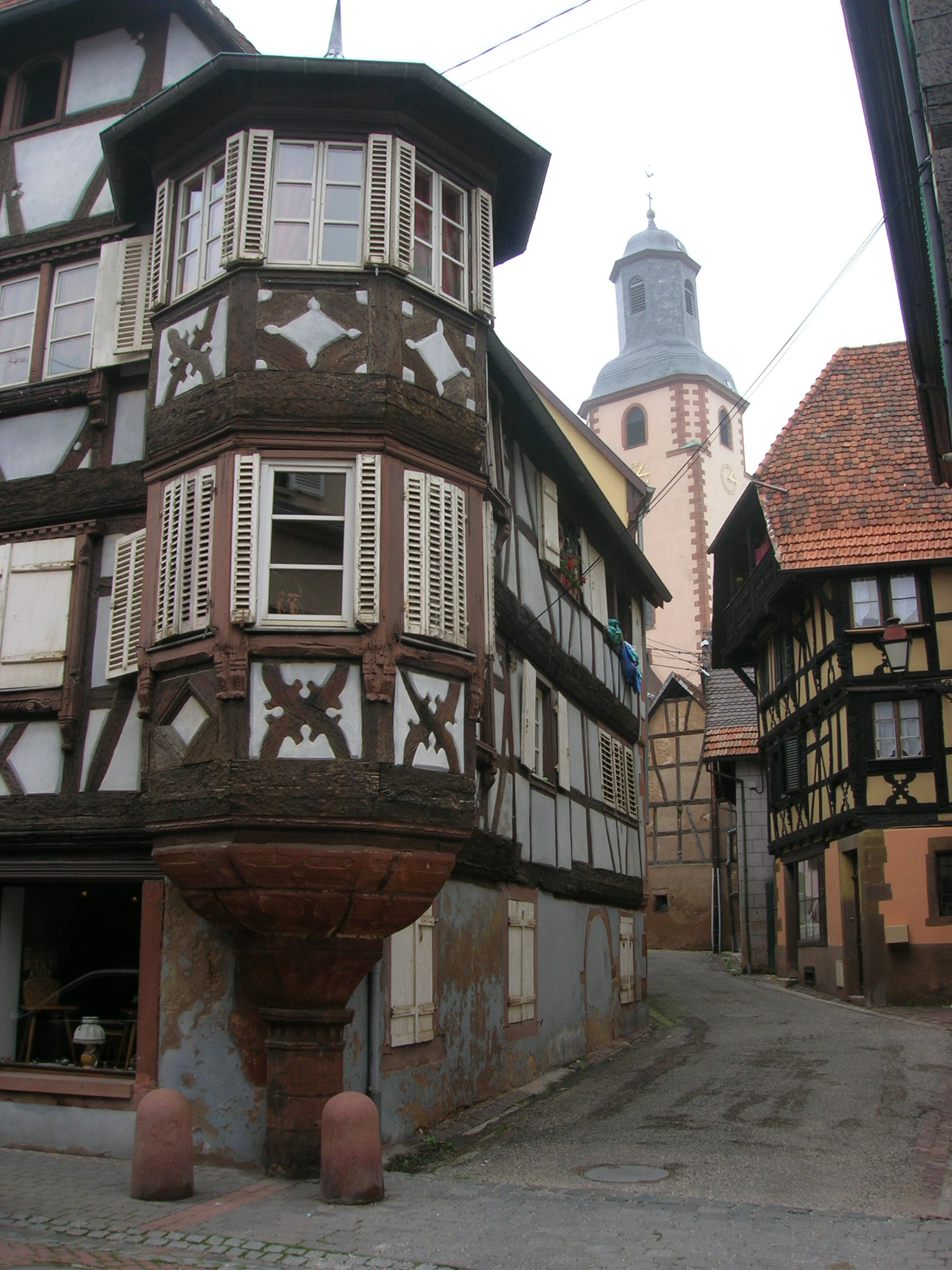
Vers la place de l'église de Bouxwiller, à gauche au premier plan la maison du receveur ecclésiastique (1598) et dans la ruelle à droite maison de type germanique de 1670.

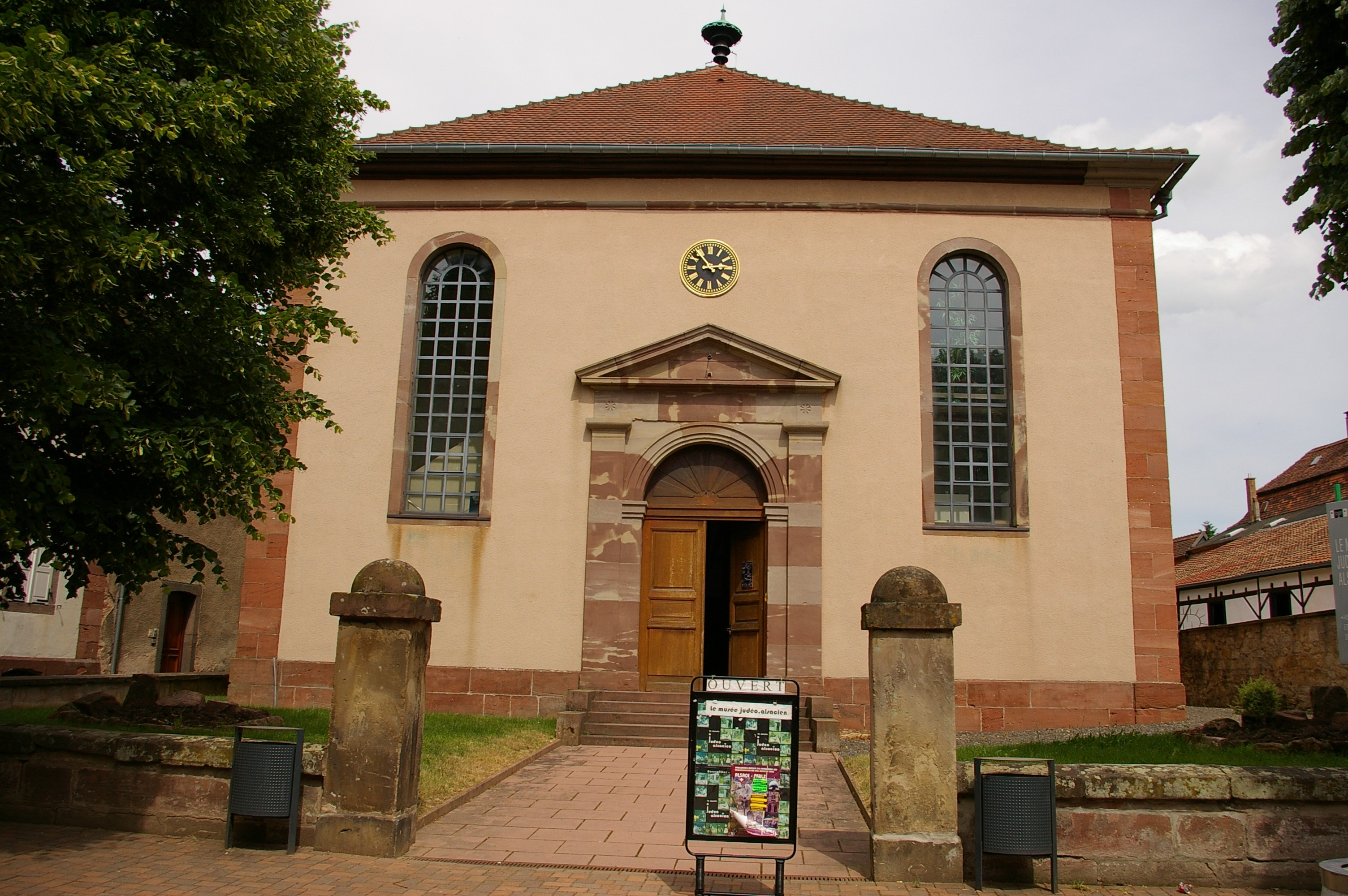
Synagogue de Bouxwiller, aujourd'hui musée judéo-alsacien.

Le XVIIIe siècle est une période de prospérité. On évaluait la population à 6 586 âmes en 1723, soit 39 hab./km2. En 1746, elle est de 7 274 habitants, et, en 1766, de 9 361. L'agriculture a connu des progrès grâce à une modernisation. En effet, le servage a disparu définitivement au XVIIe siècle. Cependant il reste une exception : les terres du seigneur de Fleckenstein (Weiterswiller et Zutzendorf). Les productions sont : l'avoine, l'épeautre, le seigle, le froment et les légumineuses. La pomme de terre venait d'être introduite. La vigne était aussi cultivée sur une assez importante surface. L'élevage du mouton constituait la principale production animale. Il servait pour le commerce de la laine au marché de Pfaffenhoffen. L'industrie était peu développée et conservait un caractère très artisanal.
Le début du XIXe siècle est marqué par un accroissement extraordinairement rapide de la population. En 1800, celle-ci s'élève à 17 482 âmes, soit 101 hab./km2. Elle atteint 22 411 en 1815 et 26 307 en 1836, soit 156 hab./km2. Le pays de Hanau a été marqué par des troubles au moment de la Terreur et nombre de personnes émigrent. Cette importante croissance démographique est due à l'usage de la vaccine qui permit de réduire la mortalité infantile. Sur le plan juridique, cette période est marquée par de longs procès avec l'administration de Hesse en raison du partage des communaux et du devenir des biens nationaux.
L'industrie commence à se développer. La culture d'une plante tinctoriale, la garance, se répand et donne naissance à une industrie très active. Les industries textiles sont nombreuses et variées. En plus, des minerais ferrugineux sont exploités par les paysans. Le houblon fait son apparition vers 1825, et l'on compte de nombreuses brasseries. L'industrie chimique est florissante. Elle produit de l'alun ammoniacal, puis dans la première moitié du XXe siècle du bleu de Prusse et des sels oxaliques.
À partir de 1841, on assiste au déclin démographique : rapide recul jusqu'en 1856, puis stationnaire jusqu'en 1900, 23 393 habitants soit 137 hab./km2. Puis une nouvelle baisse en 1910 avec seulement 22 569 habitants, soit 133 hab./km2. Les Juifs quittent la région pour Haguenau et Strasbourg, et même pour les États-Unis. Après 1880, c'est la zone agricole qui est atteinte par la dépopulation. L'introduction de la voie ferrée (Saverne-Rastatt et Strasbourg-Sarreguemines) permet la concentration industrielle dans les bourgs. Après la Première Guerre mondiale, on compte des entreprises de chaussures, des sabotiers, trois grandes brasseries, une usine d'émail à Niedermodern.

## Annexe